# София фон Марк
София фон Марк (на немски: Sophia von der Mark; † 1302) от Дом Ламарк е графиня от Графство Марк и чрез женитба графиня на Цигенхайн и Нида (1264 – 1289).
Тя е дъщеря на граф Енгелберт I фон Марк (1277) и първата му съпруга Кунигунда фон Близкастел († 1265), дъщеря на граф Хайнрих фон Близкастел. Сестра е на граф Еберхард I фон Марк († 1308).

## Фамилия
София фон Марк се омъжва пр. 6 декември 1264 г. за граф Лудвиг II фон Цигенхайн († сл. 1289), син на граф Готфрид IV фон Цигенхайн и Нида († 1257/1258) и съпругата му Лукардис (Луитгард) фон Дюрн († сл. 1271). Те имат децата:
- Енгелберт I (* пр. 1270; † 1329), граф на Нида, женен 1286 г. за Хайлвиг фон Изенбург-Бюдинген (* ок. 1286), дъщеря на Лудвиг фон Изенбург-Клееберг († 1304)
- Готфрид († 1313), каноник в Майнц
- Елизабет/Елза († пр. 1304), омъжена пр. 17 септември 1299 за Филип IV фон Фалкенщайн-Мюнценберг († сл. 1328)